# Зайцев, Артём Вячеславович
Артём Вячеславович Зайцев (род. 13 июня 1988, Златоуст) — российский боксёр.

## Карьера
Уроженец города Златоуста Челябинской области. В 1998 году по настоянию отца начал заниматься боксом. Тренировался в городской СДЮСШОР № 5 у Виктора Фархутдинова. В 2006 году стал победителем первенства России по боксу среди юниоров в весовой категории до 64 кг. Бронзовый призёр чемпионата России 2010 года в весовой категории до 64 кг и чемпионата России 2016 года в весовой категории до 69 кг.